# Gao Xingjian
Gao Xingjian (Ganzhou, 4 januari 1940) is een Chinees-Franse schrijver, die in 2000 de Nobelprijs voor de literatuur won. Hij was getuige van opkomst van de Chinese Communistische Partij en hun afbraak van de oude Chinese cultuur. Daarbij sympathiseerde hij met de oude cultuur. Gao schrijft romans, toneelstukken en korte verhalen en is bovendien bekend als vertaler, regisseur en schilder. Gao verhuisde in 1987 naar Frankrijk en nam in 1998 de Franse nationaliteit aan.

## Levensloop
Gao Xingjiang werd geboren in 1940 in Ganzhou in de provincie Jiangxi en maakte in zijn jeugd de Tweede Chinees-Japanse Oorlog (1937 - 1945) en de Chinese Burgeroorlog mee. Gao's vader werkte bij de Bank of China, zijn moeder was actrice. In zijn vroegste kindertijd werd zo zijn belangstelling voor toneel en het schrijverschap al gewekt door zijn moeder. 
In 1950 verhuisde het gezin naar Nanjing. Daar bezocht hij vanaf 1952 Middelbare School nr. 10 van Nanjing, die was verbonden aan de Universiteit van Nanjing. Na zijn eindexamen ging hij studeren aan de Universiteit voor Vreemde Talen van Beijing, waar hij in 1962 afstudeerde aan de faculteit Frans.
Gedurende de Culturele Revolutie (1966 - 1976) werd Gao vervolgd als publiek intellectueel en naar het platteland van Anhui gestuurd, waar hij op het land moest werken. Ook gaf hij enige tijd les aan een plaatselijke middelbare school. In 1975 kon hij terugkeren naar Beijing, waar hij opnieuw actief werd als schrijver en daarna toneelschrijver.
In 1983 kreeg Gao ten onrechte de diagnose longkanker. Bijna tegelijk kwam het gerucht dat hij zou worden opgepakt. Hij ontvluchtte daarom Beijing om naar Sichuan te gaan. Vandaar volgde hij de rivier de Yangzi van de bron naar de kust. Deze zoektocht naar innerlijke rust en vrijheid gebruikte hij later in wat zijn bekendste werk zou worden: de deels autobiografische roman Berg van de ziel.
In 2000 won Gao de Nobelprijs voor de Literatuur, "voor een oeuvre van universele geldigheid, bittere inzichten en linguïstische vindingrijkheid".
Toen Gao in 1987 uitweek naar Frankrijk en daarmee balling werd, was dat eerder om persoonlijke dan politieke redenen. Desondanks wordt Gao in China als dissident beschouwd en daarom over het algemeen doodgezwegen. Zijn werk is daar niet verkrijgbaar.

## Uitspraak
Een uitspraak van Gao Xingjian is: "De hel is men zelf". Dit is een voortzetting van een bekende uitspraak van Sartre: "De hel zijn de anderen". In een interview met Die Zeit in 2004 verduidelijkte hij dit door te stellen dat bijna iedere iedere Duitse familie wel iemand bij de Wehrmacht had. Een eerlijke zelfreflectie werd hierdoor bemoeilijkt. 

## Boekfragment
Uit: Berg van de ziel:
- "In mijn omgeving hadden de mensen me altijd geleerd dat het leven de bron was voor literatuur en dat literatuur trouw moest zijn aan het leven, trouw aan de echtheid van het leven. Mijn fout was juist dat ik me had afgesneden van het leven en dat ik daardoor de echtheid van het leven de rug had toegekeerd. Die echtheid lag echter niet in de uiterlijke manifestatie van het leven; de echtheid van het leven, of zo zou je kunnen zeggen, de fundamentele aard van het leven bestond erin dat het zo was en niet anders. Dat ik de echtheid van het leven de rug had toegekeerd, kwam doordat ik slechts een opsomming had gemaakt van een serie verschijnselen van het leven..." [3]

## Beknopte bibliografie
- Berg van de Ziel (Língshān 灵山, 1990), vertaald door Anne Sytske Keijser (Amsterdam: Meulenhoff, 2002).
- Kramp (Gěi wǒ lǎoyé mǎi yúgān 给我老爷买鱼竿, 1992), verhalenbundel vertaald door Michel Hockx & Hong Yu, Anne Sytske Keijser, Mark Leenhouts, Silvia Marijnissen en Jan A.M. De Meyer (Amsterdam: Meulenhoff, 2001).
- Bijbel van één mens (Yīge rén de shèngjīng 一个人的圣经, 1999).

- Bibsys: 90340794
- Biblioteca Nacional de España: XX1532481
- Bibliothèque nationale de France: cb12215094c (data)
- Catàleg d'autoritats de noms i títols de Catalunya: 981058513235406706
- CiNii: DA12977943
- Gemeinsame Normdatei: 118845497
- International Standard Name Identifier: 0000 0001 2145 8481
- Library of Congress Control Number: n83040297
- Nationale Bibliotheek van Letland: 000222427
- Bibliotheek van het Japanse parlement: 00860762
- Nationale Bibliotheek van Tsjechië: jo20000075484
- Nationale bibliotheek van Australië: 36618527
- Nationale Bibliotheek van Israël: 987007298527005171
- Nationale Bibliotheek van Polen: a0000002949207
- Nederlandse Thesaurus van Auteursnamen: 149799594
- Réseau des bibliothèques de Suisse occidentale: 02-A003278493
- Istituto Centrale per il Catalogo Unico: RAVV235430
- LIBRIS: 271980
- Système universitaire de documentation: 030810736
- Trove: 1334324
- Union List of Artist Names: 500342652
- Virtual International Authority File: 102266649
- WorldCat: E39PBJqjYx3FqgRWtcPHypg3Qq

1901: Prudhomme ·
1902: Mommsen ·
1903: Bjørnson ·
1904: Mistral, Echegaray ·
1905: Sienkiewicz ·
1906: Carducci ·
1907: Kipling ·
1908: Eucken ·
1909: Lagerlöf ·
1910: Heyse ·
1911: Maeterlinck ·
1912: Hauptmann ·
1913: Tagore ·
1915: Rolland ·
1916: Heidenstam ·
1917: Gjellerup, Pontoppidan ·
1919: Spitteler ·
1920: Hamsun ·
1921: France ·
1922: Benavente ·
1923: Yeats ·
1924: Reymont ·
1925: Shaw ·
1926: Deledda ·
1927: Bergson ·
1928: Undset ·
1929: Mann ·
1930: Lewis ·
1931: Karlfeldt ·
1932: Galsworthy ·
1933: Boenin ·
1934: Pirandello ·
1936: O'Neill ·
1937: Gard ·
1938: Buck ·
1939: Sillanpää ·
1944: Jensen ·
1945: Mistral ·
1946: Hesse ·
1947: Gide ·
1948: Eliot ·
1949: Faulkner ·
1950: Russell ·
1951: Lagerkvist ·
1952: Mauriac ·
1953: Churchill ·
1954: Hemingway ·
1955: Laxness ·
1956: Jiménez ·
1957: Camus ·
1958: Pasternak ·
1959: Quasimodo ·
1960: Perse ·
1961: Andrić ·
1962: Steinbeck ·
1963: Seferis ·
1964: Sartre (geweigerd) ·
1965: Sjolochov ·
1966: Agnon, Sachs ·
1967: Asturias ·
1968: Kawabata ·
1969: Beckett ·
1970: Solzjenitsyn ·
1971: Neruda ·
1972: Böll ·
1973: White ·
1974: Johnson, Martinson ·
1975: Montale ·
1976: Bellow ·
1977: Aleixandre ·
1978: Singer ·
1979: Elýtis ·
1980: Miłosz ·
1981: Canetti ·
1982: García Márquez ·
1983: Golding ·
1984: Seifert ·
1985: Simon ·
1986: Soyinka ·
1987: Brodsky ·
1988: Mahfoez ·
1989: Cela ·
1990: Paz ·
1991: Gordimer ·
1992: Walcott ·
1993: Morrison ·
1994: Oë ·
1995: Heaney ·
1996: Szymborska ·
1997: Fo ·
1998: Saramago ·
1999: Grass ·
2000: Gao ·
2001: Naipaul ·
2002: Kertész ·
2003: Coetzee ·
2004: Jelinek ·
2005: Pinter ·
2006: Pamuk ·
2007: Lessing ·
2008: Le Clézio ·
2009: Müller ·
2010: Vargas Llosa ·
2011: Tranströmer ·
2012: Mo ·
2013: Munro ·
2014: Modiano ·
2015: Aleksijevitsj ·
2016: Dylan ·
2017: Ishiguro ·
2018: Tokarczuk ·
2019: Handke ·
2020: Glück ·
2021: Gurnah ·
2022: Ernaux ·
2023: Fosse ·
2024: Kang ·